# Ligue 2 2018-19
La temporada 2018–19 de la Ligue 2 fue la 80 temporada desde su creación.

## Equipos participantes
| Club                   | Ciudad             | Estadio                   | Capacidad |
| ---------------------- | ------------------ | ------------------------- | --------- |
| AC Ajaccio             | Ajaccio            | Stade François Coty       | 10,446    |
| AJ Auxerre             | Auxerre            | Stade de l'Abbé-Deschamps | 21,379    |
| AS Béziers             | Béziers            | Stade de la Méditerranée  | 18,555    |
| Stade Brestois         | Brest              | Stade Francis-Le Blé      | 15,097    |
| LB Châteauroux         | Châteauroux        | Stade Gaston Petit        | 17,173    |
| Clermont Foot          | Clermont-Ferrand   | Stade Gabriel Montpied    | 11,980    |
| Gazélec Ajaccio        | Ajaccio            | Stade Ange Casanova       | 8,000     |
| Grenoble Foot 38       | Grenoble           | Stade des Alpes           | 20,068    |
| Le Havre AC            | Le Havre           | Stade Océane              | 25,178    |
| RC Lens                | Lens               | Stade Bollaert-Delelis    | 37,705    |
| FC Lorient             | Lorient            | Stade du Moustoir         | 18,890    |
| FC Metz                | Metz               | Stade Saint-Symphorien    | 25,636    |
| AS Nancy               | Tomblaine          | Stade Marcel Picot        | 20,087    |
| FC Niort               | Niort              | Stade René Gaillard       | 10,886    |
| US Orléans             | Orléans            | Stade de la Source        | 7,000     |
| Paris FC               | París              | Stade Charléty            | 20,000    |
| Red Star FC            | París (Saint-Ouen) | Stade Bauer               | 2,999     |
| FC Sochaux-Montbéliard | Montbéliard        | Stade Auguste Bonal       | 20,005    |
| Troyes AC              | Troyes             | Stade de l'Aube           | 20,420    |
| Valenciennes FC        | Valenciennes       | Stade du Hainaut          | 25,172    |

### Personal y equipación
| Club            | Técnico               | Capitán          | Equipación | Patrocinador                                      |
| --------------- | --------------------- | ---------------- | ---------- | ------------------------------------------------- |
| AC Ajaccio      | Olivier Pantaloni     | Johan Cavalli    | Adidas     | Auchan Atrium                                     |
| Auxerre         | Pablo Correa          | Jordan Adéoti    | Macron     | Remorques LOUALT                                  |
| Béziers         | Mathieu Chabert       | Macedo Novaes    | Puma       | Angelotti                                         |
| Brest           | Jean-Marc Furlan      | Gaëtan Belaud    | Nike       | Quéguiner (H), Yaourts Malo (A)                   |
| Châteauroux     | Nicolas Usaï          | Yannick M'Bone   | Nike       | Monin                                             |
| Clermont        | Pascal Gastien        | Julien Laporte   | Patrick    | Crédit Mutuel                                     |
| Gazélec Ajaccio | Hervé Della Maggiore  | TBD              | Macron     | Carrefour, Casino D'Ajaccio                       |
| Grenoble        | Philippe Hinschberger | Julien Delétraz  | Nike       | Carrefour, Sempa, BONTAZ                          |
| Le Havre        | Oswald Tanchot        | Alexandre Bonnet | Joma       | Filiassur, SEAFRIGO Group                         |
| RC Lens         | Philippe Montanier    | Walid Mesloub    | Macron     | Auchan Retail                                     |
| Lorient         | Mickaël Landreau      | Fabien Lemoine   | Kappa      | B&B Hotels, Jean Floc'h                           |
| Metz            | Frédéric Antonetti    | Renaud Cohade    | Nike       | Moselle                                           |
| Nancy           | Alain Perrin          | Danilson da Cruz | Nike       | Sempa                                             |
| Niort           | Pascal Plancque       | Andé Dona Ndoh   | Erima      | Restaurant Le Billon (H), Cheminées Poujoulat (A) |
| Orléans         | Didier Ollé-Nicolle   | Karim Ziani      | Kappa      | CTVL                                              |
| Paris FC        | Mehmed Baždarević     | Frédéric Bong    | Nike       | Vinci                                             |
| Red Star        | Faruk Hadžibegić      | Formose Mendy    | Adidas     | Vice                                              |
| Sochaux         | Omar Daf              | Maxence Prévot   | Lotto      | Ledus                                             |
| Troyes          | Rui Almeida           | Benjamin Nivet   | Kappa      | Babeau Seguin                                     |
| Valenciennes    | Réginald Ray          | Sébastien Roudet | Acerbis    | Mutuelle Just                                     |

## Clasificación
| Pos. | Equipo          | Pts. | PJ | G  | E  | P  | GF | GC | Dif. | Promotion or Relegation               |
| ---- | --------------- | ---- | -- | -- | -- | -- | -- | -- | ---- | ------------------------------------- |
| 1    | FC Metz (C)     | 81   | 38 | 24 | 9  | 5  | 60 | 23 | +37  | Ascenso a la Ligue 1 2019-20          |
| 2    | Brest           | 74   | 38 | 21 | 11 | 6  | 64 | 35 | +29  | Ascenso a la Ligue 1 2019-20          |
| 3    | Troyes AC       | 71   | 38 | 21 | 8  | 9  | 51 | 28 | +23  | Semifinal de Promoción de Ascenso     |
| 4    | Paris FC        | 65   | 38 | 17 | 14 | 7  | 36 | 22 | +14  | Cuartos de final Promoción de Ascenso |
| 5    | RC Lens         | 63   | 38 | 18 | 9  | 11 | 49 | 28 | +21  | Cuartos de final Promoción de Ascenso |
| 6    | FC Lorient      | 63   | 38 | 17 | 12 | 9  | 51 | 41 | +10  |                                       |
| 7    | Le Havre        | 54   | 38 | 13 | 15 | 10 | 45 | 40 | +5   |                                       |
| 8    | US Orléans      | 52   | 38 | 15 | 7  | 16 | 51 | 53 | −2   |                                       |
| 9    | Grenoble        | 50   | 38 | 13 | 11 | 14 | 43 | 47 | −4   |                                       |
| 10   | Clermont        | 48   | 38 | 11 | 15 | 12 | 44 | 37 | +7   |                                       |
| 11   | Châteauroux     | 48   | 38 | 11 | 15 | 12 | 37 | 42 | −5   |                                       |
| 12   | Niort           | 47   | 38 | 11 | 14 | 13 | 34 | 41 | −7   |                                       |
| 13   | Valenciennes FC | 43   | 38 | 11 | 10 | 17 | 52 | 61 | −9   |                                       |
| 14   | AS Nancy        | 42   | 38 | 12 | 6  | 20 | 36 | 50 | −14  |                                       |
| 15   | AJ Auxerre      | 41   | 38 | 10 | 11 | 17 | 34 | 36 | −2   |                                       |
| 16   | FC Sochaux      | 41   | 38 | 11 | 8  | 19 | 27 | 43 | −16  |                                       |
| 17   | AC Ajaccio      | 40   | 38 | 9  | 13 | 16 | 29 | 45 | −16  |                                       |
| 18   | Gazélec Ajaccio | 39   | 38 | 9  | 12 | 17 | 30 | 54 | −24  | Clasifica a Playoffs de Descenso      |
| 19   | Béziers         | 38   | 38 | 9  | 11 | 18 | 33 | 50 | −17  | Descenso a Championnat National       |
| 20   | Red Star        | 30   | 38 | 7  | 9  | 22 | 28 | 58 | −30  | Descenso a Championnat National       |

 Fuente: Ligue 2
Criterios de clasificación: 1) Points; 2) Goal difference; 3) Number of goals scored; 4) Head-to-head goal difference; 5) Fair play points

## Resultados
| Local \ Visitante   | ACA | GAZ | AUX | BEZ | BRE | CHA | CLE | GRE | HAV | RCL | LOR | MET | NAL | NRT | ORL | PAR | RS  | SOC | TRO | VAL |
| ------------------- | --- | --- | --- | --- | --- | --- | --- | --- | --- | --- | --- | --- | --- | --- | --- | --- | --- | --- | --- | --- |
| Ajaccio             | —   | 1–2 | 2–1 | 2–1 | 0–2 | 1–1 | 0–0 | 1–2 | 3–2 | 0–2 | 0–0 | 0–0 | 1–1 | 1–0 | 1–0 | 0–0 | 0–0 | 2–3 | 0–1 | 3–1 |
| Gazélec Ajaccio     | 1–0 | —   | 0–4 | 0–1 | 1–1 | 1–2 | 0–3 | 2–0 | 1–1 | 1–0 | 1–3 | 0–2 | 0–1 | 0–1 | 0–2 | 1–1 | 2–1 | 0–2 | 2–1 | 0–0 |
| Auxerre             | 0–0 | 2–3 | —   | 2–0 | 0–2 | 1–2 | 1–0 | 4–0 | 0–1 | 1–2 | 0–0 | 0–0 | 1–0 | 0–0 | 3–0 | 0–2 | 0–0 | 1–0 | 0–2 | 1–1 |
| Béziers             | 0–1 | 0–0 | 1–0 | —   | 1–0 | 1–1 | 1–1 | 0–3 | 1–1 | 0–0 | 0–1 | 1–3 | 3–0 | 1–1 | 1–2 | 0–1 | 1–3 | 0–0 | 0–0 | 1–1 |
| Brest               | 2–0 | 4–1 | 1–0 | 3–0 | —   | 5–1 | 0–0 | 3–1 | 1–0 | 2–0 | 3–2 | 0–1 | 2–1 | 3–0 | 3–1 | 1–1 | 1–1 | 1–0 | 1–1 | 2–5 |
| Châteauroux         | 2–2 | 0–1 | 0–0 | 2–0 | 2–2 | —   | 1–2 | 2–2 | 1–0 | 0–0 | 1–2 | 1–2 | 1–0 | 2–1 | 1–2 | 0–1 | 1–1 | 1–0 | 0–3 | 1–1 |
| Clermont            | 0–0 | 1–1 | 2–0 | 2–0 | 2–2 | 0–0 | —   | 1–1 | 0–0 | 0–0 | 0–1 | 2–3 | 2–3 | 3–2 | 3–0 | 1–1 | 0–0 | 1–0 | 2–4 | 0–1 |
| Grenoble            | 2–0 | 1–1 | 0–0 | 4–2 | 1–2 | 0–0 | 1–0 | —   | 0–0 | 0–2 | 0–1 | 1–1 | 1–0 | 1–0 | 0–4 | 0–1 | 2–0 | 1–0 | 0–2 | 4–2 |
| Le Havre            | 3–1 | 2–2 | 1–1 | 2–3 | 1–1 | 2–1 | 0–0 | 1–1 | —   | 2–1 | 2–3 | 2–2 | 0–2 | 0–0 | 3–1 | 2–1 | 1–0 | 3–2 | 1–1 | 4–3 |
| Lens                | 1–2 | 5–0 | 2–0 | 3–0 | 2–1 | 0–1 | 1–0 | 0–0 | 0–0 | —   | 0–1 | 0–0 | 2–1 | 4–1 | 3–1 | 0–0 | 1–0 | 2–0 | 2–0 | 0–0 |
| Lorient             | 1–0 | 0–1 | 2–2 | 3–1 | 1–1 | 2–1 | 0–0 | 1–0 | 0–0 | 2–2 | —   | 0–0 | 4–1 | 1–1 | 1–3 | 2–1 | 2–1 | 0–0 | 0–3 | 3–1 |
| Metz                | 3–1 | 1–0 | 0–1 | 1–0 | 1–0 | 2–1 | 1–2 | 1–1 | 0–1 | 2–0 | 2–1 | —   | 3–0 | 3–0 | 5–1 | 2–0 | 2–0 | 1–1 | 1–1 | 3–0 |
| Nancy Lorraine      | 1–0 | 3–1 | 1–0 | 0–2 | 2–3 | 0–1 | 0–1 | 1–2 | 0–1 | 0–3 | 3–2 | 1–0 | —   | 0–1 | 1–0 | 1–2 | 1–0 | 0–0 | 1–1 | 0–2 |
| Niort               | 2–0 | 1–1 | 0–0 | 0–0 | 1–1 | 0–1 | 4–2 | 1–1 | 1–0 | 1–2 | 2–2 | 0–3 | 1–1 | —   | 1–1 | 1–0 | 1–0 | 0–1 | 1–1 | 1–0 |
| Orléans             | 1–3 | 2–2 | 0–3 | 0–0 | 0–0 | 2–0 | 2–1 | 0–3 | 1–1 | 0–2 | 2–0 | 0–1 | 1–2 | 1–0 | —   | 4–0 | 2–2 | 2–0 | 0–1 | 1–0 |
| Paris               | 1–1 | 1–0 | 3–0 | 1–0 | 0–1 | 0–0 | 3–0 | 1–0 | 1–0 | 2–0 | 2–2 | 2–1 | 2–0 | 0–0 | 0–0 | —   | 1–1 | 0–0 | 2–0 | 0–0 |
| Red Star            | 2–0 | 1–1 | 1–0 | 0–3 | 0–2 | 1–3 | 0–4 | 2–3 | 0–1 | 1–0 | 0–3 | 1–2 | 1–1 | 1–2 | 0–4 | 0–1 | —   | 3–0 | 0–3 | 1–0 |
| Sochaux-Montbéliard | 0–0 | 2–0 | 1–4 | 1–0 | 2–0 | 0–0 | 2–1 | 3–1 | 1–3 | 0–1 | 1–0 | 1–2 | 0–4 | 0–3 | 0–1 | 1–0 | 1–2 | —   | 0–0 | 0–1 |
| Troyes              | 0–0 | 1–0 | 1–0 | 0–1 | 1–2 | 1–0 | 0–1 | 2–1 | 2–1 | 1–0 | 2–0 | 0–1 | 2–1 | 2–0 | 3–2 | 0–1 | 2–0 | 1–2 | —   | 4–2 |
| Valenciennes        | 4–0 | 0–0 | 3–1 | 5–6 | 1–3 | 1–1 | 0–4 | 3–2 | 1–0 | 4–2 | 1–2 | 0–2 | 1–1 | 1–2 | 1–4 | 0–0 | 4–1 | 1–0 | 0–1 | —   |

## Play-offs

### Play-off de ascenso
|  | Primera ronda | Primera ronda | Primera ronda |         |   | Semifinales | Semifinales | Semifinales |  |   | Final   | Final | Final | Final | Final |  |
|  |               |               |               |         |   |             |             |             |  |   |         |       |       |       |       |  |
|  |               |               |               |         |   |             |             |             |  |   |         |       |       |       |       |  |
|  |               |               |               |         |   |             |             |             |  |   |         |       |       |       |       |  |
|  |               |               |               |         |   |             |             |             |  |   |         |       |       |       |       |  |
|  |               |               |               |         |   |             |             |             |  |   |         |       |       |       |       |  |
|  |               | 3             | Troyes        | 1       |   |             |             |             |  |   |         |       |       |       |       |  |
|  |               |               |               | 1       |   |             |             |             |  |   |         |       |       |       |       |  |
|  |               |               | 5             | RC Lens | 2 |             |             |             |  |   |         |       |       |       |       |  |
|  | 4             | Paris FC      | 5             | RC Lens | 2 | 1 (4)       |             |             |  |   |         |       |       |       |       |  |
|  | 4             | Paris FC      |               |         |   |             |             |             |  |   |         |       |       |       |       |  |
|  | 5             | RC Lens       | 1 (5)         |         |   |             |             |             |  |   |         |       |       |       |       |  |
|  | 5             | RC Lens       | 1 (5)         |         |   |             |             |             |  | 5 | RC Lens | 1     | 1     | 2     |       |  |
|  |               |               |               |         |   |             |             |             |  | 5 | RC Lens | 1     | 1     | 2     |       |  |
|  |               |               |               | Dijon   | 1 | 3           | 4           |             |  |   |         |       |       |       |       |  |
|  |               |               |               | Dijon   | 1 | 3           | 4           |             |  |   |         |       |       |       |       |  |
|  |               |               |               |         |   |             |             |             |  |   |         |       |       |       |       |  |
|  |               |               |               |         |   |             |             |             |  |   |         |       |       |       |       |  |
|  |               |               |               |         |   |             |             |             |  |   |         |       |       |       |       |  |
|  |               |               |               |         |   |             |             |             |  |   |         |       |       |       |       |  |
|  |               |               |               |         |   |             |             |             |  |   |         |       |       |       |       |  |
|  |               |               |               |         |   |             |             |             |  |   |         |       |       |       |       |  |
|  |               |               |               |         |   |             |             |             |  |   |         |       |       |       |       |  |
|  |               |               |               |         |   |             |             |             |  |   |         |       |       |       |       |  |
|  |               |               |               |         |   |             |             |             |  |   |         |       |       |       |       |  |
|  |               |               |               |         |   |             |             |             |  |   |         |       |       |       |       |  |

#### Primera ronda
Se clasificaron los equipos que finalizaron en 4.° y 5.° lugar de la temporada regular, se jugó un solo partido en la cancha del equipo que terminó en el cuarto puesto.
| 21 de mayo de 2019, 20:45 | Paris FC                                                 | 1:1 (0:1) (t. s.)(1:1 t. s.)(4:5 p.) | RC Lens                                       | Stade Charléty, París                                       |                                                             |
|                           | Maletic 90+3'                                            | Reporte                              | Ambrose 16'                                   | Asistencia: 14.653 espectadores Árbitro(s): Frank Schneider | Asistencia: 14.653 espectadores Árbitro(s): Frank Schneider |
|                           |                                                          | Tiros desde el punto penal           |                                               |                                                             |                                                             |
|                           | Maletic · Saint-Louis · Perraud · Wamangituka · Pitroipa |                                      | Mesloub · Fortes · Duverne · Chouiar · Gillet |                                                             |                                                             |

#### Semifinal
La jugaron el ganador de la primera ronda y el equipo que terminó en tercer lugar de la temporada regular, se jugó un solo partido en la cancha del equipo que terminó en tercer lugar.
| 24 de mayo de 2019, 18:00 | Troyes          | 1:2 (1:1) (t. s.)(1:2 t. s.) | RC Lens               | Stade de l'Aube, Troyes    |                            |
|                           | Pele 44' (pen.) | Reporte                      | Gomis 3' · Banza 108' | Árbitro(s): Jérôme Brisard | Árbitro(s): Jérôme Brisard |

#### Final
La jugaron el equipo ganador de la semifinal y el 18.° puesto de la Ligue 1 2018-19, y el Dijon logró mantener la categoría dejando al Lens en Ligue 2.
| 30 de mayo de 2019, 13:00 | RC Lens        | 1:1 (0:0) | Dijon    | Bollaert-Delelis, Lens |  |
|                           | Bellegarde 49' |           | Kwon 81' |                        |  |

| 2 de junio de 2019, 15:45 | Dijon                      | 3:1 (1:1) | RC Lens       | Stade Gaston Gérard, Dijon |  |
|                           | - Sliti 28' 90' - Saïd 70' |           | - Duverne 39' |                            |  |

### Play-off de descenso
Esta serie enfrentaban al 18.º puesto de la Ligue 2 y al tercero del Championnat National, se jugaron en partido de ida y vuelta donde el equipo del Championnat National fue local en el primer partido. Los partidos de descenso al Championnat National se disputaron el 28 de mayo y el 2 de junio.
| 28 de mayo de 2019, 20:45 | Le Mans FC     | 1:2 (0:1) | Gazélec Ajaccio           | MMArena, Le Mans |  |
|                           | - Boissier 53' |           | - Blayac 14' - Wesley 48' |                  |  |

| 2 de junio de 2019, 18:00 | Gazélec Ajaccio | 0:2 (0:0) | Le Mans FC                                | Stade Ange Casanova, Ajaccio |  |
|                           |                 |           | - Boissier 73' - Mamadou Soro Nanga 90+7' |                              |  |

## Goleadores
| No | Jugador               | Club                   | Goles |
| -- | --------------------- | ---------------------- | ----- |
| 1  | Gaëtan Charbonnier    | Brest                  | 27    |
| 2  | Habib Diallo          | Metz                   | 26    |
| 3  | Pierre-Yves Hamel     | Lorient                | 19    |
| 4  | Florian Ayé           | Clermont               | 18    |
| 5  | Yannick Gomis         | Lens                   | 16    |
| 6  | Alexis Claude-Maurice | Lorient                | 14    |
| 6  | Yoann Touzghar        | Troyes                 | 14    |
| 8  | Romain Armand         | Gazélec Ajaccio        | 13    |
| 8  | Andé Dona Ndoh        | Niort                  | 13    |
| 10 | Florian Sotoca        | Grenoble               | 12    |
| 10 | Kévin Fortuné         | Lens (1) y Troyes (11) | 12    |